# Карпатсько-Ужгородська наступальна операція 1944
Карпатсько-Ужгородська наступальна операція — складова частина стратегічної Східнокарпатської наступальної операції. Мета операції — вигнання нацистських окупантів з Закарпатської України та сприяння військам Першого Українського фронту І.Конєва в Карпатсько-Дуклянській операції.

## Перебіг операції
Карпатсько-Ужгородська наступальна операція 1944 року проводилася з 9 вересня до 28 жовтня військами Четвертого Українського фронту, яким на той час командував І. Петров.
- Станом на 18 жовтня після запеклих боїв в умовах бездоріжжя та важкодоступної гірсько-лісистої місцевості війська Четвертого Українського фронту оволоділи Руським, Ужоцьким, Верецьким, Яблуницьким та ін. перевалами, м. Рахів, с. Ясіня.
- Станом на 20 жовтня війська Четвертого Українського фронту досягли майбутнього радянсько-чехословацького кордону.
- 24 жовтня було взято м. Хуст.
- 26 жовтня взято м. Мукачеве.
- 27 жовтня взято м. Ужгород.
- 29 жовтня взято м. Чоп.

У ході Карпатсько-Ужгородської наступальної операції війська Четвертого Українського фронту завдали серйозної поразки німецькій 1-й танковій армії, повністю розгромили угорську 1-шу армію. 28 жовтня війська РСЧА вийшли на околиці і розпочали бої за м. Чоп і лише 26 листопада вибили нацистських окупантів. Так закінчилось вигнання нацистських окупантів з території сучасної України.
Крім того, у ході операції було вигнано нацистських окупантів із частини Словаччини та створено передумови для розвитку наступу на війська противника на будапештському напрямку.